# Dimorphanthera longifolia
Dimorphanthera longifolia là một loài thực vật có hoa trong họ Thạch nam. Loài này được Kaneh. & Hatus. mô tả khoa học đầu tiên năm 1942.